# Gomphionema compactus
Gomphionema compactus är en rundmaskart som först beskrevs av Gerlach 1957.  Gomphionema compactus ingår i släktet Gomphionema och familjen Cyatholaimidae. Inga underarter finns listade i Catalogue of Life.